# سليمان باشا العادل

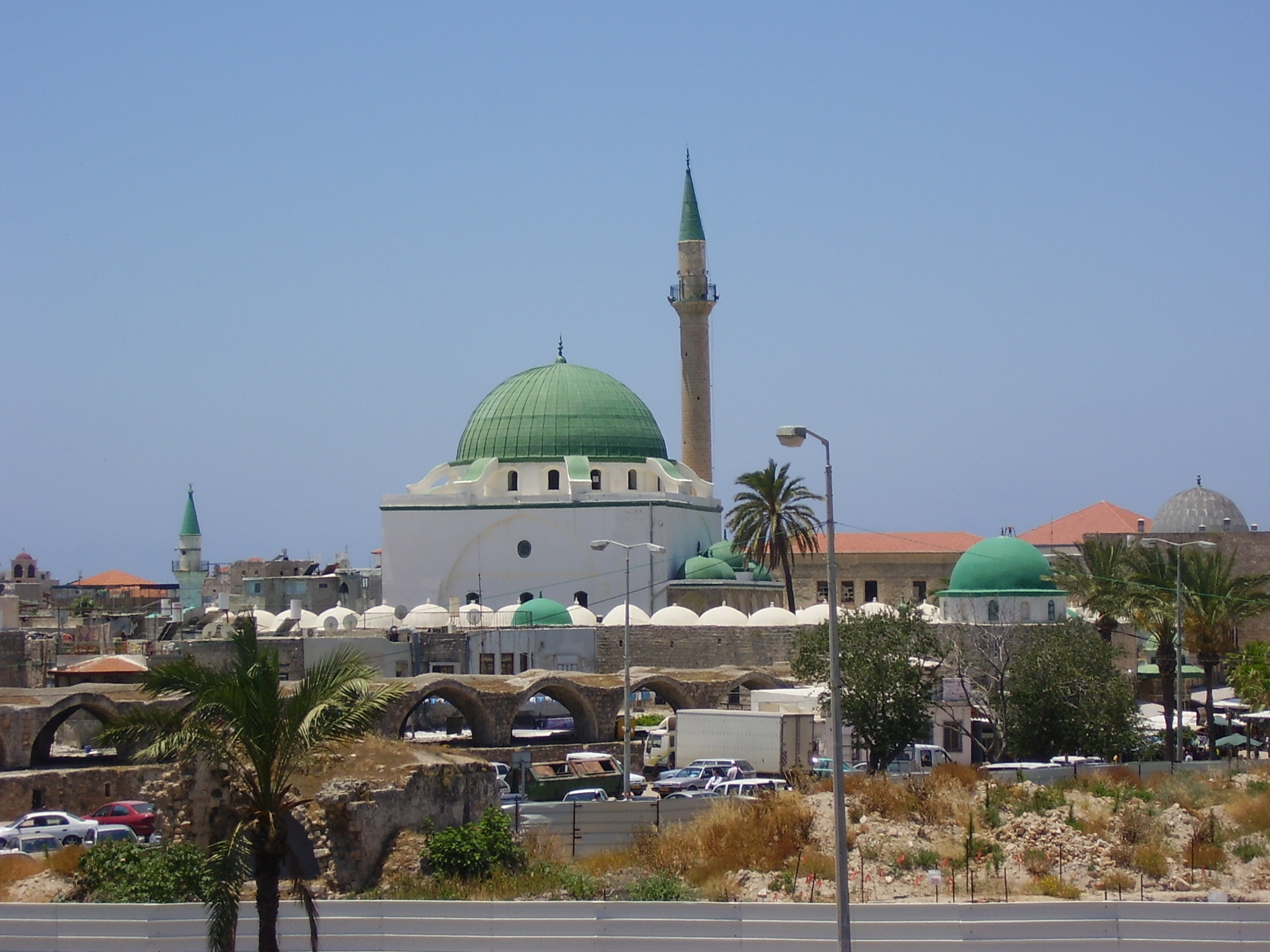
دُفن سليمان باشا العادل في ساحة جامع الجزار بعكا، بجوار سلفه أحمد باشا الجزار

سليمان باشا العادل (بعد 1760 ـ أغسطس 1819) هو والي إيالة صيدا العثمانية بين عامي 1805 و1819. كان مركز حكمه مدينة عكا. تولى أيضًا ولاية دمشق ـ إلى جانب صيدا وعكا ـ بين عامي 1810 و1812.
كان سليمان مملوكًا للوالي السابق أحمد باشا الجزار (1734 - 1804 م). اتسم حكمه باللامركزية، وكان لا يتدخل كثيرًا في عمل مساعديه، الذين كان من بينهم محمد أبو نبوت ومصطفى أغا بربر، كما أقام علاقات مع شيوخ الشام، ومنهم بشير الثاني الشهابي وموسى بك طوقان. وبسط سلطته على ولايته اعتمادًا على ولاء تابعيه، الذين كانوا أيضًا من مماليك الجزار.
كتب سيرة حياته (بعنوان "تاريخ سليمان باشا العادل") المؤرخ إبراهيم العورة العكاوي، الذي عمل في الباب (أي ديوان سليمان باشا العادل)، وأتم كتابه في مرحلة متأخرة من حياته (19 سبتمبر 1853).

## المراجع

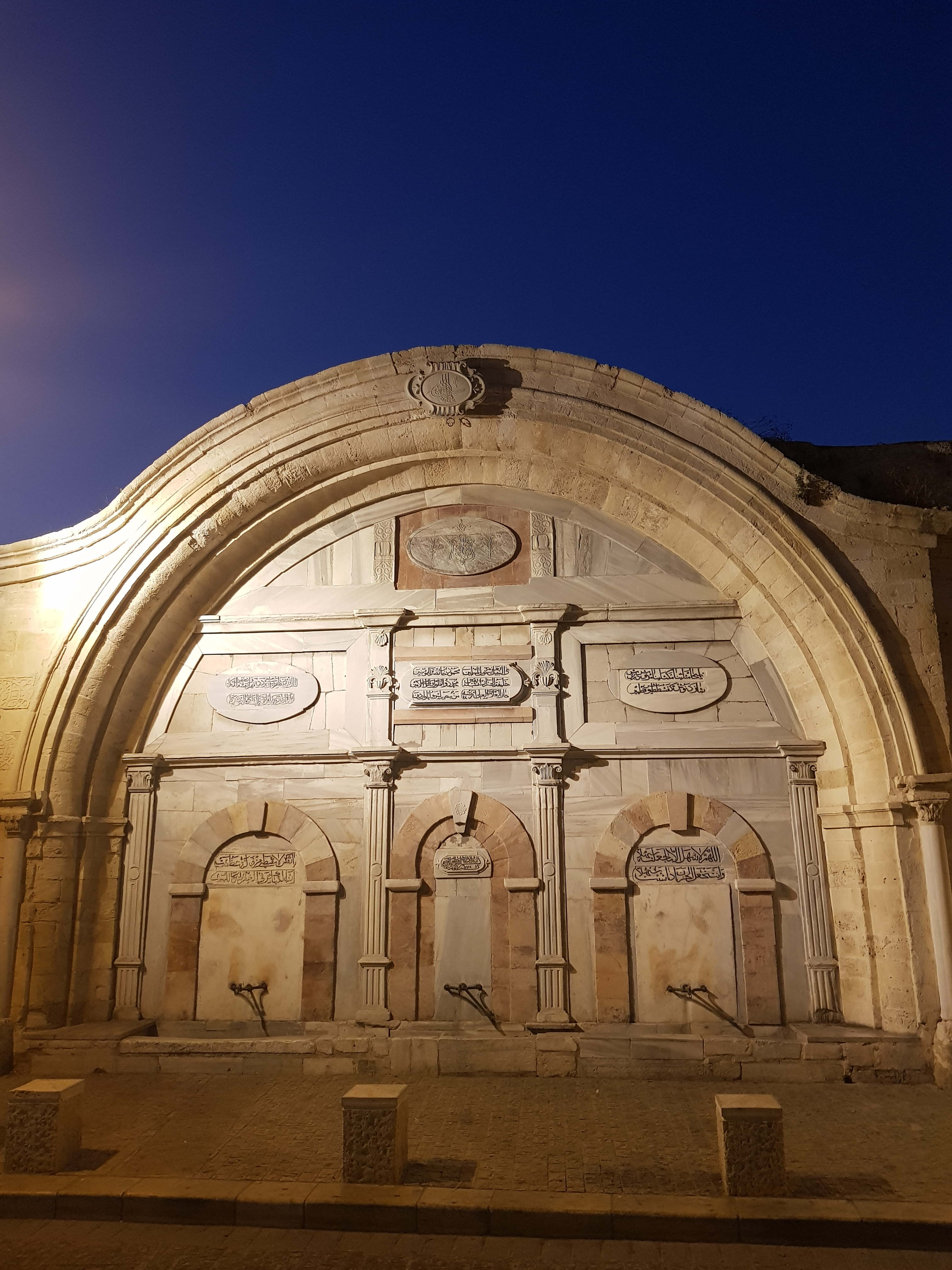
سبيل سليمان